# Berberian Sound Studio
Berberian Sound Studio és una pel·lícula britànica de terror psicològic del 2012. És el segon llargmetratge del director i guionista britànic Peter Strickland. La pel·lícula, protagonitzada per Toby Jones, està ambientada en un estudi de cinema de terror italià dels anys 70.

## Argument
L'enginyer de so britànic Gilderoy (Toby Jones) arriba a l'estudi de cinema Berberian a Itàlia per treballar en el que creu que és una pel·lícula sobre cavalls. Durant una trobada surrealista amb Francesco, el productor de la pel·lícula, Gilderoy està commocionat de trobar que la pel·lícula és en realitat una pel·lícula italiana, The Equestrian Vortex. Tot i això comença a treballar al l'estudi, en un moment donat per fer foley, utilitzant verdures per crear efectes de so per a les seqüències de tortura cada cop més sagnants de la pel·lícula, i barrejant veus en off d'artistes de sessió, Silvia i Claudia, a la partitura.
A mesura que passa el temps Gilderoy se sent cada cop més desconnectat de la seva mare a casa, comença a témer que s'ha sortit de les seves profunditats. Els col·legues de Gilderoy semblen cada cop més grollers, tant amb ell com amb els altres. Les seqüències de terror creixen cada cop més impactants, però Santini, el director, es nega a admetre que estan treballant en una pel·lícula de terror. I, després d'un llarg pas per la burocràcia del departament de comptabilitat de l'estudi cinematogràfic, resulta que el bitllet d'avió que Gilderoy va presentar per a un reemborsament no es pot processar perquè el vol en realitat no existia.
La trama, a partir d'aquí, es fa cada cop més irregular. Gilderoy escolta i veu coses a la nit. Descobreix que la Silvia, l'artista de veu en off, va ser molestada per Santini. Ella surt d'una tempesta, destruint gran part del seu treball, obligant a Gilderoy a tornar a gravar el diàleg amb una nova actriu, Elisa. A mesura que es revisen les seqüències de gravació de la Silvia i la tensió creix entre Gilderoy i els altres, els límits entre el thriller giallo i la vida real comencen a erosionar-se. Gilderoy s'imagina que ell mateix està en una pel·lícula sobre la seva vida: de sobte parla l'italià amb fluïdesa i cada cop més deslligat i viciós.
Després que ell i Francesco troben els crits de l'Elisa menys que adequats durant una sessió d'enregistrament, Gilderoy es proposa torturar-la amb sons dissonants i aguts per tal de provocar el crit perfecte. En canvi, ella marxa, i queda ambigu si ell estava intentant fer-la per malícia o si intentava en secret allunyar-la i evitar que la història es repeteixi. En un pla final, durant un tall de corrent, Gilderoy veu com el projector de pel·lícules s'encén espontàniament i crea una llum incandescent, en la qual sembla que desapareix.

## Repartiment
- Toby Jones com a Gilderoy
- Tonia Sotiropoulou com a Elena
- Susanna Cappellaro com a Verònica
- Cosimo Fusco com a Francesco
- Katalin Ladik com ella mateixa
- Antonio Mancino com a Giancarlo Santini
- Fatma Mohamed com a Silvia com a Teresa
- Chiara D'Anna com Elisa com Teresa
- Eugenia Caruso com a Claudia com a Monica (Screamer)
- Suzy Kendall com la mare de Gilderoy (Special Guest Screamer)

## Producció
Strickland va fer una versió el 2005 com a curtmetratge, abans de treballar en el seu primer llargmetratge, Katalin Varga, el 2006. Va dir que amb la pel·lícula, volia "Fer una pel·lícula on es faci visible tot allò que normalment s'amaga al cinema, la mecànica del cinema en si mateix. Berberian... li dóna la volta. Aquí, la pel·lícula està fora de vista, i només es veu la mecànica darrere."

## Recepció
Berberian Sound Studio es va estrenar el 28 de juny de 2012 al Festival Internacional de Cinema d'Edinburg, on The Daily Telegraph la va descriure com la "pel·lícula destacada". Va ser presentat al London FrightFest Film Festival l'agost de 2012. Peter Bradshaw de The Guardian ha descrit la pel·lícula com "de debò estranya i seriosament bona" i va dir que marca l'aparició de Strickland com "un cineasta britànic clau de la seva generació".
El lloc web d'agregació de ressenyes Rotten Tomatoes dóna a la pel·lícula una puntuació del 85% basada en 98 ressenyes, amb una puntuació mitjana de 7,22/10. El consens crític afirma que "El seu abast pot superar el seu abast, però amb Berberian Sound Studio, el director Peter Strickland munta un homenatge esgarrifós i adequat a les pel·lícules italianes de terror giallo dels anys 70 que es beneficia d'una forta actuació central de Toby Jones." Metacritic óna una puntuació mitjana ponderada de 80 segons les ressenyes de 22 crítics, indicant "crítiques generalment favorables".
La revista de cinema Sight & Sound va classificar la pel·lícula al número 5 de la seva llista de millors pel·lícules del 2012. La pel·lícula va empatar amb En kongelig affære com a millor pel·lícula de l'any de Mark Kermode. La pel·lícula va guanyar premis als Premis British Independent Film del 2012 al millor director, millor actor, millor èxit tècnic (so) i millor èxit en producció. El 2013, la pel·lícula va obtenir el premi a la millor pel·lícula (internacional) a BAFICI.

## Vídeo casolà
Berberian Sound Studio va ser llançat en DVD al Regne Unit per Artificial Eye el 31 de desembre de 2012. El BBFC li ha atorgat un certificat 15. Va venir amb subtítols en anglès per al diàleg italià, o viceversa, així com amb l'opció de mirar "de manera natural"; sense subtítols de cap mena. Tanmateix, els subtítols estrangers o amb problemes d'audició solen subtitular i traduir ambdós idiomes.

## Banda sonora
La banda sonora va ser composta per la banda britànica Broadcast i llançada per Warp el gener de 2013.

## Adaptació escènica
El guió va ser adaptat per a l'escenari per Joel Horwood i Tom Scutt, i es va mostrar per primera vegada al Donmar Warehouse de Londres el 2019.